# Vittorio Valletta

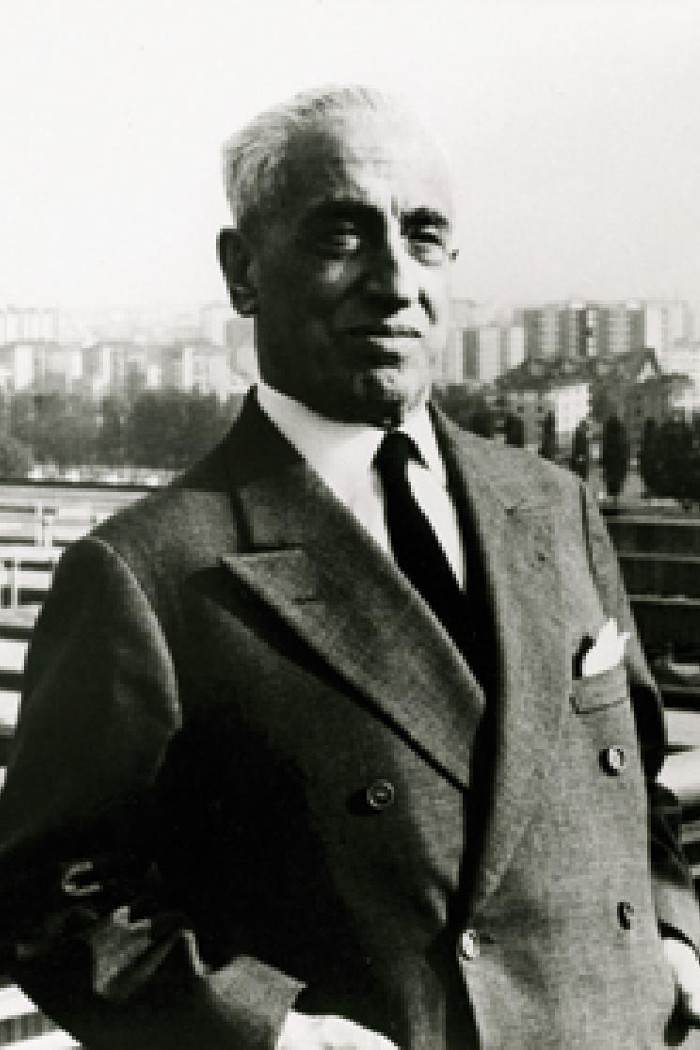
Vittorio Valletta

Vittorio Valletta (* 28. Juli 1883 in Sampierdarena bei Genua; † 10. August 1967 in Pietrasanta) war ein italienischer Industrieller. Er war von 1946 bis 1966 Präsident bei Fiat.
Valletta war ein Ökonomie-Dozent, bis er 1920 zu Fiat kam. Dort wurde er 1928 Direktor und 1939 Geschäftsführer. 1966 wurde er zum Senator auf Lebenszeit ernannt.